# スペクテイター (1828年創刊の雑誌)
『スペクテイター』（英語: The Spectator）は政治・文化・時事問題を扱うイギリスの週刊誌。創刊は1828年の7月で、世界で最古の週刊誌である 。

## 概要
オーナーはフレデリック・バークレーであり、デイリー・テレグラフ同様プレス・ホールディングスを通じてスペクテイター誌を所有している。主なテーマは政治と文化であり、政治には保守的な姿勢を取る。時事問題に関するコラムや特集のほか、書籍・音楽・オペラ・映画・テレビの批評も扱う。
スペクテイターの編集長職は、イギリス保守党の要職への足掛かりとなることがしばしばある。かつて編集長を務めた人物にはボリス・ジョンソン(1999–2005、イギリス首相)をはじめとして、イアン・ギルモア（1954–1959・国防大臣・王璽尚書を歴任）　イアン・マクラウド (1963–1965 財務大臣他、多くの大臣職を歴任）・ナイジェル・ローソン(1966–1970)らがいる。現在の編集長はフレイザー・ネルソンが務める。
『スペクテイター・オーストラリア』はイギリス本誌の内容に、オーストラリアの経済や事件に関する記事を12ページ分追加している。このオーストラリア版は、2008年から本誌と同時に発行されている。『スペクテイター・US』は2018年初頭、インターネット上に立ち上げられた。このアメリカ版は2019年10月から紙の月刊誌としても提供されている。
2020年、スペクテイター誌は、歴史上最も長く存続した時事問題の雑誌となり、また通算一万号を達成した初の雑誌にもなった。